# Anisoplia ungulata
Anisoplia ungulata är en skalbaggsart som beskrevs av Baraud 1991. Anisoplia ungulata ingår i släktet Anisoplia och familjen Rutelidae. Inga underarter finns listade i Catalogue of Life.